# Leo Sepp
Leo Sepp (* 26. Oktoberjul. / 7. November 1892greg. im Kirchspiel Simuna; † 13. Dezember 1941 im Gefangenenlager Ussolje, Oblast Molotow, Sowjetunion) war ein estnischer Finanzexperte und Politiker.

## Leben, Wirtschaft, Politik
Leo Sepp schloss 1914 sein Handels-Studium am Polytechnikum in der livländischen Hauptstadt Riga ab. Von 1913 bis 1917 war er bei der Gegenseitigen Kreditvereinigung in Viljandi beschäftigt, deren Präsidiumsmitglied er später wurde.
1917, während des Ersten Weltkriegs war er Leiter der Miliz in der estnischen Stadt Viljandi und später Landrat des Kreises Viljandi. Dort wurde er von den Bolschewiki verhaftet und 1918 nach Russland verbracht. Nach dem Friedensvertrag von Brest-Litowsk kam er frei. Auf estnischer Seite nahm Sepp am Unabhängigkeitskrieg gegen Sowjetrussland  (1918–1920) teil.
In der jungen Republik Estland war der Wirtschaftsliberale Sepp von 1921 bis 1924 Direktor der estnischen Zentralbank (Eesti Pank). Der parteilose Sepp war von Dezember 1924 bis Dezember 1927 Finanzminister in den insgesamt vier Kabinetten der Staatsältesten Jüri Jaakson und Jaan Teemant.
Finanzminister Leo Sepp gilt als einer der Väter der erfolgreichen estnischen Währungsreform von 1927. Damals wurde auf Grundlage des Goldstandards die Estnische Mark durch die Estnische Krone ersetzt und die Unabhängigkeit der Eesti Pank garantiert. Die Währung wurde auf Initiative Sepps durch ein britisches Darlehen gestützt, das über den Völkerbund vermittelt wurde.
Von 1928 bis 1930 war Sepp Direktor der Kommerzbank Tallinn. Ab 1933 war er Direktor der 1898 gegründeten „Baltischen Baumwollspinnerei und Weberei AG“ (Balti Puuvilla Ketramise ja Kudumise Vabrik AS) in Tallinn, eines der größten Textilproduzenten des Baltikums.
Im Kabinett des Staatsältesten Kaarel Eenpalu war Sepp von Mai 1938 bis Oktober 1939 estnischer Wirtschaftsminister. Er hatte dasselbe Amt bis zur sowjetischen Besetzung Estlands im Juni 1940 im Kabinett von Ministerpräsident Jüri Uluots inne.
Mit der sowjetischen Besetzung Estlands wurde Leo Sepp am 15. Februar 1941 verhaftet. Er starb im selben Jahr im Gulag.